# 금구 (노래)
〈금구〉(일본어: 禁区 긴쿠[*])는 일본의 여가수 나카모리 아키나(中森明菜)의 여섯 번째 싱글로 1983년 9월 7일에 발매되었다. (EP: L-1662) 작사는 우리노 마사오(売野雅勇)가, 작곡은 호소노 하루오미(細野晴臣)가, 편곡은 호소노 하루오미와 하기타 미츠오(萩田光雄)가 공동으로 담당하였다.
B사이드곡은 〈비의 레퀴엠〉(雨のレクイエム 아메노레퀴에무[*])로, 작사는 세리자와 루이(芹沢類)가, 작곡은 다마키 코지(玉置浩二)가, 편곡은 역시 하기타 미츠오가 도맡았다. 불량청소년, 즉 츳바리(ツッパリ) 노선의 곡으로서 〈소녀A〉의 작사가인 우리노 마사오가 이어서 곡의 가사를 썼다. 발매 이후 1983년 9월 19일 오리콘 주간 차트에서 1위로 올라온 이래 19주 동안 톱100에 머물러 있었다. 이어 1983년 오리콘 연간 싱글 차트에는 17위를 차지하여 총 51만 장의 판매량을 기록하였다.

## 수록곡
| #            | 제목                                | 작사          | 작곡            | 편곡                           | 재생 시간 |
| ------------ | ----------------------------------- | ------------- | --------------- | ------------------------------ | --------- |
| 1.           | 〈〈금구〉(禁区)〉                  | 우리노 마사오 | 호소노 하루오미 | 호소노 하루오미, 하기타 미츠오 | 3:48      |
| 2.           | 〈〈비의 레퀴엠〉(雨のレクイエム)〉 | 세리자와 루이 | 다마키 코지     | 하기타 미츠오                  | 4:43      |
| 총 재생 시간 | 총 재생 시간                        | 총 재생 시간  | 총 재생 시간    | 총 재생 시간                   | 7:54      |

## 수상
- 제10회 요코하마 음악제 - 요코하마 음악제상
- '83 당신이 선정한 전일본가요음악제 - 전문심사위원상
- 제14회 일본가요대상 - 방송음악상
- 제25회 일본 레코드 대상 - 골든 아이돌 특별상(TBS상), 골든 아이돌상
- 제16회 일본유선대상 (하반기) - 최다 리퀘스트 가수상, 유선음악상
- 제16회 전일본유선방송대상 - 요미우리 테레비 최우수상, 우수스타상

## 발매 일정
| 버전              | 일정             | 레이블         | 포맷               |
| ----------------- | ---------------- | -------------- | ------------------ |
| 〈금구〉          | 1983년 9월 7일   | 워너 뮤직 재팬 | EP (L-1662)        |
| 〈금구〉 (재발매) | 1988년 7월 25일  | 워너 뮤직 재팬 | 8cmCD (10SL-135)   |
| 〈금구〉 (재발매) | 1988년 12월 21일 | 워너 뮤직 재팬 | CT (10L5-4045)     |
| 〈금구〉 (재발매) | 1998년 11월 26일 | 워너 뮤직 재팬 | 12cmCD (WPC6-8663) |
| 〈금구〉 (재발매) | 2008년 11월 12일 | 워너 뮤직 재팬 | 디지털 다운로드    |